# 三景啓司
三景 啓司（みかげ けいじ、1952年〈昭和27年〉5月26日 - ）は日本の元俳優、元声優。
東京都出身。身長176cm、体重63kg。プロダクション桃花舎に所属していた。

## 人物
青山学院高等部卒業。
劇団若草に所属し、白田 和男（しらた かずお）名義で子役として活動を開始する。その後、宮本 和男→三景 啓司（1983年頃には宮本 裕司〈みやもと ゆうじ〉名義での活動歴もある）と芸名を改め、東京俳優生活協同組合、日活TV本部、東宝現代劇などに所属しながら、1980年代前半までテレビドラマを中心に活動した。
『いろはの"い"』『俺たちは天使だ!』などの日本テレビ系一般ドラマのほか、円谷プロの特撮ドラマ『恐竜戦隊コセイドン』ではヒムガシ・テツ役でレギュラー出演。また、一時期声優としても活躍していた。現在は俳優を引退している。

## 出演（俳優）

### テレビドラマ
- 黒い真珠（1958年、NTV）
- わんぱく同盟（1963年、CX）
- ジャンプ（1964年、NHK） - 山本聡
- これが青春だ 第22話 - 第39話（1967年、NTV / 東宝） - 水木竜馬
- 太陽の丘 第44話（1967年、NHK） - 宮沢肇
- でっかい青春 第28話「マシマロ・キッス」（1968年、NTV / 東宝） - 岩田和男
- 特別機動捜査隊（NET / 東映）
  - 第350話「父ちゃんの馬鹿」（1968年） - 良太
  - 第732話「捨て子の詩」（1975年） - 辻村久夫
  - 第767話「悪女がいっぱい」（1976年） - 丸山慎一
- 柔道一直線（TBS / 東映）
  - 第42話「地獄をとびこえろ！」 - 第54話「桜丘黒帯ファイブ」（1970年） - 久保田
- 大江戸捜査網 第75話「おふくろ慕情」（1972年、12ch / 日活）
- 飛び出せ!青春 第29話「あなたがいなくなると私は寂しい…」（1972年、NTV / 東宝） - 中野
- 恐怖劇場アンバランス 第1話「木乃伊の恋」（1973年、フジテレビ / 円谷プロ） - 若い僧侶
- 太陽にほえろ!（NTV / 東宝）
  - 第104話「葬送曲」（1974年） - 杉本茂
  - 第187話「愛」（1976年） - 堤健治
  - 第249話「嘘」（1977年） - 戸田真一
  - 第397話「音の告発」（1980年） - 西山
  - 第425話「愛の詩-島刑事に捧ぐ」（1980年） - 有賀三郎
  - 第436話「父親」（1980年） - 西條進
- われら青春! 第21話「君もまた青春の時にいる!」（1974年、NTV / 東宝） - 片山
- おからの華（1974年 - 1975年、YTV） - 山口
- 野わけ（1975年、YTV）
- はぐれ刑事 第10話「本ボシ」（1975年、NTV / 国際放映） - 相良勇
- 俺たちの旅（1975年 - 1976年、NTV / ユニオン映画） - 現バスケ部員
- 刑事くん 第3部 第26話「青春からのプレゼント」（1975年、TBS / 東映）※ 宮本和男名義
- いろはの"い"（1976年 - 1977年、NTV / 東宝） - 杉浦昭平（通称：スギ）
- 日曜劇場 夢のながれ（1976年10月17日、CBC） - 早瀬二郎
- 華麗なる刑事 第13話「撃つべきだったか?」（1977年、フジテレビ / 東宝） - キヨシ
- 俺たちの祭（1977年 - 1978年、NTV / ユニオン映画） - 山下太郎
- 恐竜戦隊コセイドン（1978年 - 1979年、12ch / 円谷プロ） - ヒムガシ・テツ
- 俺たちは天使だ!（1979年、NTV / ユニオン映画） - 金沢正夫刑事
- 新・江戸の旋風 第24話「はぐれ宿人質事件」（1980年、フジテレビ / 東宝）
- 江戸の朝焼け 第23話「二十五年目の春」（1981年、フジテレビ / 東宝）
- 西部警察
  - 第64話「九州横断大捜査網!!」 - 森本明
  - 第65話「博多港決戦!!」 - 森本明（1981年、テレビ朝日 / 石原プロモーション）

- ザ・ハングマンシリーズ（ABC / 松竹芸能）
  - ザ・ハングマン 燃える事件簿 第10話「横領結婚」（1981年） - 藤田賢一
  - ザ・ハングマンII 第21話「やわ肌を復讐に賭ける女」（1982年） - 宮下定春※宮本裕司名義
- 木曜ファミリーワイド / 松本清張の蒼い描点（1983年、CX）

### 映画
- たそがれの東京タワー（1959年、大映） - 佐竹進
- 柔の星（1970年、東宝） - 柏木三郎
- 白熱デッドヒート（1977年、東宝） - 弘

## 出演（声優）

### テレビアニメ
- ベルサイユのばら（1979年 - 1980年、ジェローデル[要出典]）

### 劇場アニメ
- 地球へ…（リオ）

### 吹き替え
- アルプスのスキーボーイ（ボビー：スティーブ・ヒューディス）
- 宇宙からのメッセージ（アロン・ソーラー）
- キャリー（トミー・ロス：ウィリアム・カット）
- 最後の荷物
- 森林警備隊（ビート）白田和男 名義
- 青春（マイケル：ディーン・バトラー）※NHK
- Z号作戦（コリン：マイケル・クロケット）
- 大草原の小さな家
- 動物と子供たちの詩（バリー・ロビンズ）